# Jüdischer Friedhof (Buttenwiesen)

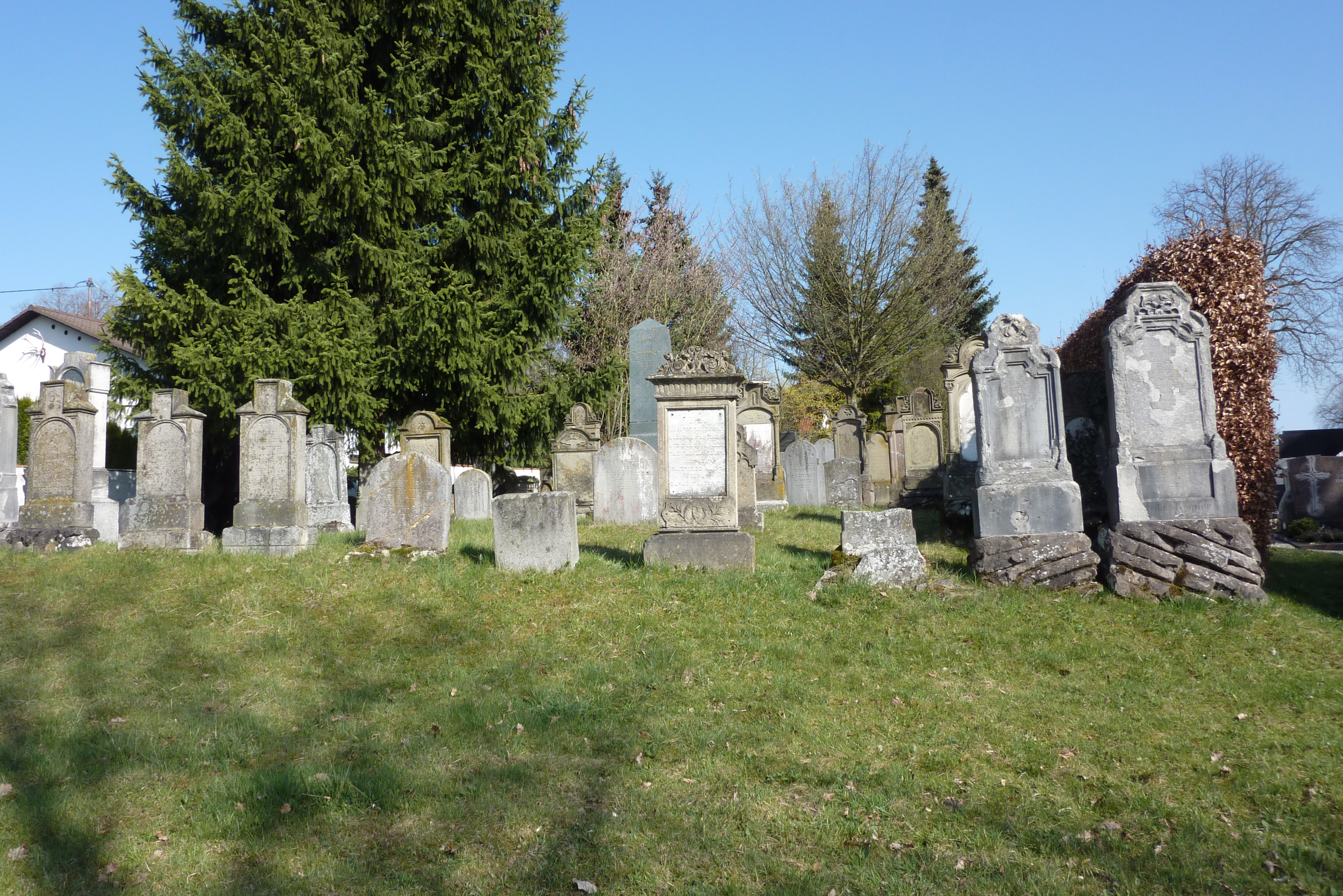
Jüdischer Friedhof in Buttenwiesen

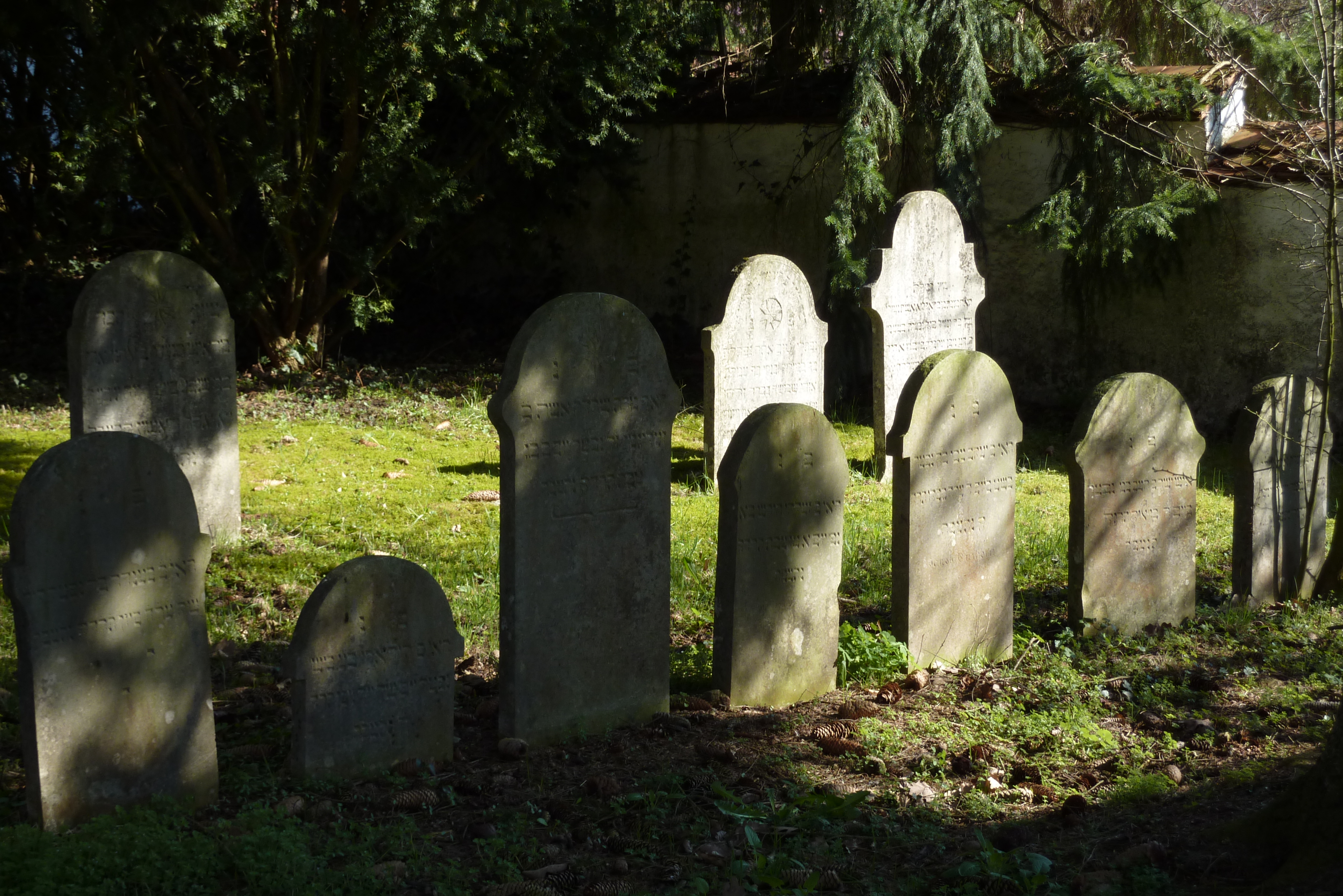
Jüdischer Friedhof in Buttenwiesen

Der jüdische Friedhof in Buttenwiesen, einer Gemeinde im schwäbischen Landkreis Dillingen an der Donau, befindet sich mitten im Ort neben dem kommunalen Friedhof.

## Geschichte
Die jüdische Gemeinde Buttenwiesen errichtete 1632 oder 1633 ihren eigenen Friedhof. Zuvor bestattete sie ihre Toten auf dem heute nicht mehr existierenden Friedhof von Burgau. Grabsteine (Mazewot) aus dem 17. und 18. Jahrhundert sind nicht mehr vorhanden, denn viele Grabdenkmäler waren aus Holz angefertigt. Auf den drei Grabfeldern im südlichen Teil des Friedhofs befinden sich Grabsteine aus der ersten Hälfte des 19. Jahrhunderts und im östlichen Teil Steine der zweiten Hälfte des 19. Jahrhunderts. Im nordwestlichen Teil sind die Gräber aus dem 20. Jahrhundert.

## Taharahaus
Das Taharahaus wurde nach 1945 abgerissen und an seiner Stelle (Marktplatz 8) eine Garage errichtet, deren Außenmaße in etwa dem früheren Taharahaus entsprechen.

## Zeit des Nationalsozialismus
Während der Novemberpogrome 1938 wurde der Friedhof beschädigt und danach viele Grabsteine einem Steinmetzmeister verkauft.

## Heutiger Zustand
Nach 1945 wurde der Friedhof wiederhergerichtet und die verkauften Grabsteine, soweit noch vorhanden, wieder zurückgebracht.
In den Jahren 1919/20 hatte die jüdische Gemeinde Buttenwiesen die Auffüllung des östlichen Friedhofsteils veranlasst. In diesem bis dahin nicht genutzten Teil errichtete die Gemeinde Buttenwiesen 1950 einen kommunalen Friedhof.